# Права ЛГБТ+ особа у Црној Гори
| \| \| \| \| Застава Црна Гора \| Застава дугиних боја \| |                                             |
| Положај Црна Гора                                        |                                             |
| Законска регулатива                                      |                                             |
| Легализација хомосексуалности                            | – од 1977.                                  |
| Родни идентитет                                          | - Дозвољено уз стерилизацију                |
| Антидискриминациони закони                               | - Постоје, слабо се спроводе у пракси 2010. |
| Узраст сексуалне сагласности                             | – Изједначено 1977.                         |
| Војна служба                                             | - Званично није забрањено.                  |
| Породична права                                          |                                             |
| Брак                                                     | Конституцијална забрана од 2007             |
| Истополна заједница                                      |                                             |
| Усвајање                                                 |                                             |
| ЛГБТ+ у Црној Гори                                       |                                             |
| Организације                                             |                                             |
| Права                                                    |                                             |
| Медији                                                   |                                             |
| Догађаји                                                 |                                             |
| Особе                                                    |                                             |
| Значајна места                                           |                                             |
| ЛГБТ+ портал                                             |                                             |
| Застава Црна Гора                                        | Застава дугиних боја                        |
| Застава Црна Гора                                        | Застава дугиних боја                        |

ЛГБТ особе у Црној Гори не уживају једнака права као хетеросексуалне особе. Црна Гора признаје истополне заједнице, а од закона који пружају директну значајну заштиту ЛГБТ особа од дискриминације постоји само Закон о забрани дискриминације. Анти-геј ставови су дубоко укорењени, а ЛГБТ заједница у Црној Гори је релативно мала и у процесу развоја.

## Декриминализација
У вријеме СФРЈ хомосексуалност, односно хомосексуални односи између мушкараца били су кажњавани по члану 186. ставу 2 Кривичног закона СФРЈ. Предвиђена казна износила је до једне године затвора. До либерализације долази након уставних промена из 1974. године, када се, реформом законодавства и преношењем овлашћења са федералног на републички и покрајински ниво, укида федерални кривични закон. Добивши овлашћење да самостално доноси кривични закон, Црна Гора је декриминализовала хомосексуалност 1977, поставши тиме једном од првих република које су то учиниле.
Доња старосна граница за слободно ступање у сексуалне односе је једнака за истополне и хетеросексуалне односе од 1977. године.

## Истополне заједнице
Године 2020. у Црној Гори је усвојен закон о животном партнерству лица истог пола.

## Забрана дискриминације
Црногорски парламент је 27. јула, 2010. године донио закон о забрани дискриминације у коме се експлицитно забранује дискриминација на основу сексуалне оријентације и родног идентитета. Међутим, овај закон је послије више од годину дана од усвајања још увијек нефункционалан у пракси јер његова примјена директно зависи од усвајања новог закона о Заштитнику људских права и слобода који тренутно нема ингеренције над примјеном Закона о забрани дискриминације.

## ЛГБТ заједница
ЛГБТ заједница у Црној Гори је релативно мала и у процесу развоја. На пољу промоције и заштите људских права ЛГБТ особа у Црној Гори највише су активне ЛГБТ организација "ЛГБТ Форум Прогрес" и организација "Јувентас". Подршку раду ових организација пружају и остале невладине организације. Осим невладиних организација у Црној Гори делује и неформална група ЛГБТ активиста/киња под називом "Queer Brigada".